# گکواین
گِکّو این((به ژاپنی: 月光院)؛ زاده ۱ ژانویهٔ ۱۶۸۵ درگذشته ۲۵ اکتبر ۱۷۵۲) همسر غیراصلی ششمین شوگون از شوگون‌سالاری توکوگاوا، توکوگاوا ایه‌نوبو و مادر هفتمین شوگون توکوگاوا ایه‌تسوگو بود.